# Mehmet Aloja
Mehmet Aloja (ur. 1943 w Ulcinju) – czarnogórski malarz.

## Życiorys
W 1969 roku ukończył studia malarskie w Nikšiciu, a w 1984 ukończył studia prawnicze na Uniwersytecie w Prisztinie. Pracował następnie jako nauczyciel w jednej ze szkół średniej w Ulcinju.
Od 1992 roku jest członkiem Ogólnoalbańskiego Stowarzyszenia Artystów Figuratywnych  oraz pełni funkcję prezesa Stowarzyszenia Artystów Figuratywnych w Ulcinju.